# 托斯卡纳宫

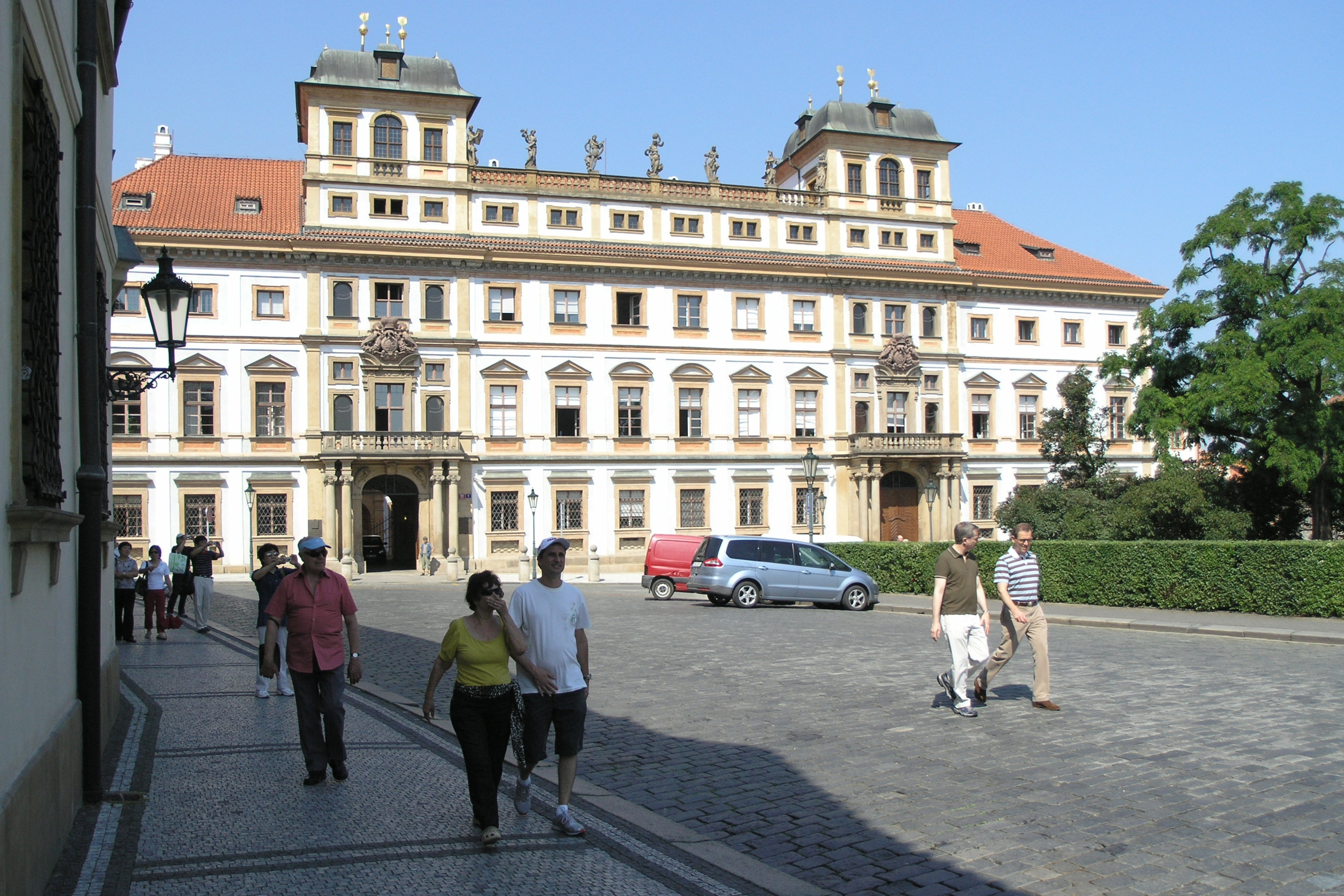
托斯卡纳宫与城堡广场

托斯卡纳宫（Toskánský palác）是一座巨大的巴洛克建筑，位于布拉格城堡广场西侧，目前用作捷克共和国外交部。
托斯卡纳宫始建于1690年，取代了属于Lobkowitz的几座较小的房子。1718年，未完成的建筑被托斯卡纳公爵夫人收购，终于完成 –托斯卡纳宫由此得名。 
该建筑有四个翼，中间围成长方形庭院，中间有两个喷泉。